# Luling (Teksas)
Luling je grad u američkoj saveznoj državi Teksas. Prema popisu stanovništva iz 2010. u njemu je živjelo 5.411 stanovnika.